# Taka, Marshallöarna
Taka (marshallesiska Toke) är en obebodd atoll bland Rataköarna i norra Stilla havet och tillhör Marshallöarna. Taka är även namnet på den största ön i atollen.

## Geografi
Taka ligger ca 500 km nordväst om huvudön Majuro. 
Atollen är en korallatoll och har en total areal om ca 93,6 km² med en landmassa på ca 0,57 km² och en lagun på ca 93,14 km² (1). Atollen består av cirka sex öar och den högsta höjden är på endast några m ö.h. Taka ligger cirka 6 km väster om Utirikatollen.
Förvaltningsmässigt utgör den obebodda atollen en egen municipality (kommun).
De större öarna är
| Namn      | Även känd som | Yta (km²) | Koordinater                                   | Väderstreck |
| --------- | ------------- | --------- | --------------------------------------------- | ----------- |
| Bwokwen   | Boken         |           | 11°05′04″N 169°37′12″Ö / 11.0845°N 169.6201°Ö | Söder       |
| Eluk      | Larut, Allok  | 0,11      | 11°04′50″N 169°37′52″Ö / 11.0806°N 169.6311°Ö | Söder       |
| Lojrong   | Raajerun      |           | 11°07′22″N 169°39′49″Ö / 11.1227°N 169.6636°Ö | Öster       |
| Taka      | Toke          | 0,40      | 11°06′46″N 169°39′54″Ö / 11.1129°N 169.6650°Ö | Öster       |
| Waatwerik | Watwerok      |           | 11°08′59″N 169°39′35″Ö / 11.1498°N 169.6598°Ö | Öster       |

## Historia
Rataköarna har troligen bebotts av mikronesier sedan cirka 1000 f.Kr. och några öar upptäcktes redan 1526 av spanske kaptenen Alonso de Salazar.
Taka upptäcktes med säkerhet den 22 maj 1816 av ryske upptäcktsresanden Otto von Kotzebue (2) och har troligen alltid varit obebodd. Öarna hamnade senare under spansk överhöghet.
Neuguinea-Compagnie, ett tyskt handelsbolag köpte ögruppen från Spanien och etablerades sig på Rataköarna kring 1885 och öarna blev då ett eget förvaltningsområde tills de i oktober 1885 blev ett tyskt protektorat och då blev del i Tyska Nya Guinea.
Under första världskriget ockuperades området i oktober 1914 av Japan som även erhöll förvaltningsmandat, det Japanska Stillahavsmandatet, över området av Nationernas förbund vid Versaillesfreden 1919.
Under andra världskriget användes ögruppen som militärbas av Japan tills USA erövrade området 1944. Därefter hamnade ögruppen under amerikansk överhöghet. 1947 utsågs Marshallöarna tillsammans med hela Karolinerna till "Trust Territory of the Pacific Islands" av Förenta nationerna och förvaltades av USA.